# Route nationale 485
Pour les articles homonymes, voir Route 485.
La route nationale 485, ou RN 485, est une ancienne route nationale française reliant Dornecy à Limonest.
À la suite de la réforme de 1972, elle a été déclassée en RD 985 dans les départements de la Nièvre et de Saône-et-Loire, RD 485 dans la Loire et RD 485 puis RD 385 dans le Rhône.
Elle constitue une partie de la Route Buissonnière (Fontainebleau-Lyon) : des panneaux de couleur orange placés principalement à l'entrée des localités rappellent le titre de cette route dont l'itinéraire comprend en plus des tronçons empruntant d'autres anciennes routes nationales et départementales.

## Tracé

### De Dornecy à Moulins-Engilbert
- Dornecy (km 0)
- Brèves (km 2)
- Flez-Cuzy
- Monceaux-le-Comte (km 14)
- Corbigny (km 22)
- Marcilly
- Sardy-lès-Épiry (km 30)
- Epiry (km 32) (tronc commun avec la D 945 jusqu'à Aunay)
- Aunay-en-Bazois (km 42)
- Ougny (km 46)
- Tamnay-en-Bazois (km 49)
- Moulins-Engilbert (km 60)

### De Moulins-Engilbert à Charolles
- Saint-Honoré-les-Bains (km 70)
- Luzy (km 93)
- Toulon-sur-Arroux (km 111)
- Saint-Romain-sous-Versigny (km 120)
- Perrecy-les-Forges (km 124)
- Génelard (km 129)
- Saint-Bonnet-de-Vieille-Vigne (km 136)
- Baron (km 140)
- Charolles (km 146)

### De Charolles à Chauffailles
- Changy (km 152)
- Saint-Germain-en-Brionnais (km 157)
- Saint-Symphorien-des-Bois (km 160)
- La Clayette (km 165)
- La Chapelle-sous-Dun (km 170)
- Chauffailles (km 179)

### De Chauffailles à Limonest
- Col des Écharmeaux (712 m)
- Lamure-sur-Azergues (km 204)
- Chambost-Allières (km 210)
- Chamelet (km 214)
- Létra (km 217)
- Saint-Laurent-d'Oingt (km 221)
- Le Bois-d'Oingt
- Légny (km 225)
- Chessy (km 229)
- Châtillon (km 232)
- Civrieux-d'Azergues (km 238)
- Limonest (RN 6) (km 241)